# IMac G3
L'iMac G3 va ser el primer model de la línia d'ordinadors personals iMac fets per Apple Inc. (formerly Apple Computer, Inc.). El iMac G3 és un ordinador personal tot en un, incorpora tant el monitor com la CPU en un sol encapsulat. Originalment va ser llançat amb un sorprenent bondi blue i posteriorment amb uns colors brillants, cobertes de plàstic transparent, el iMac era enviat amb un teclat i ratolí de colors semblants.

## Actualitzacions

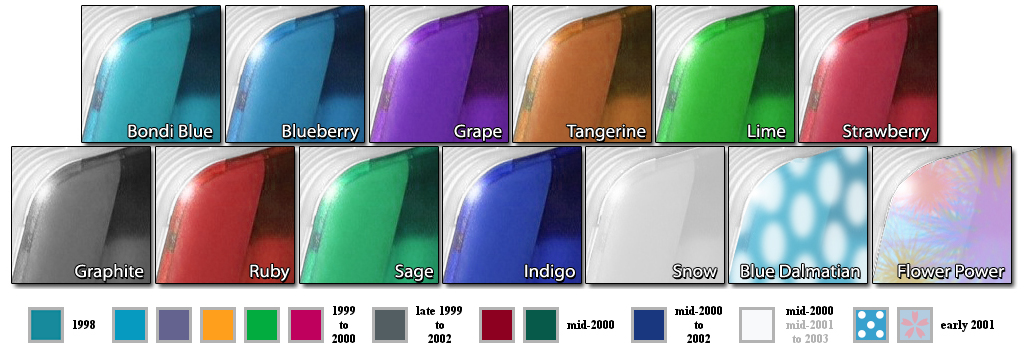
Els 13 "sabors" de l'iMac G3

La línia dels iMac va ser actualitzada contínuament des de la seva alliberació. A banda d'augmentar la velocitat del processador, RAM de vídeo, i la capacitat del disc dur, Apple va substituir el color Bondi blue amb nous colors a l'inici blueberry, maduixa (strawberry), mandarina (tangerine), raïm (grape), i lima (lime); després amb altres colors, com grafit (graphite), rubí (ruby), sage, neu (snow), i indigo, i els estampats "Blau Dalmata (Blue Dalmatian)" i "Poder Floral (Flower Power)". Una darrera actualització de maquinari creant un disseny sleek. Aquesta segona generació d'iMacs inclou una ranura de càrrega per a la unitat de discs òptics, FireWire, operació amb "menys ventilador" (a través de la refrigeració free convection), i l'opció de xarxa sense fils AirPort. Apple va continuar la venda d'aquesta línia d'iMacs fins al març del 2003, principalment per als clients que desitjaven la possibilitat d'executar les antigues versions del sistema operatiu Mac OS 9.
Suport per a USB i FireWire, i suport per dial-up, Ethernet, i wireless networking (via 802.11b i Bluetooth) aviat es va convertir en estàndard d'Apple a través de tota la línia de productes. En particular, la interfície ràpida FireWire, corregint les deficiències dels anteriors iMacs.
El model iMac CRT, ara destinat al mercat de l'educació, va ser reanomenat a iMac G3, i mantingut en producció al cantó del seu successor iMac G4 fins que es va alliberar l'eMac.
Apple va continuar traient noves versions dels seus ordinadors, es continuava utilitzant el terme iMac referint-se a ordinadors destinats a la línia de productes d'escriptori per a usuaris en general.

## Models

### iMac (tray-loading)
| Model                                             | iMac                                                                                       | iMac (Revisió B)                                                               | iMac (266 MHz)                                                                 | iMac (333 MHz)                                                                 |
| ------------------------------------------------- | ------------------------------------------------------------------------------------------ | ------------------------------------------------------------------------------ | ------------------------------------------------------------------------------ | ------------------------------------------------------------------------------ |
| Monitor                                           | 15" (13.8" visibles) shadow-mask CRT screen amb resolució de 1024 x 768 píxels             | 15" (13.8" visibles) shadow-mask CRT screen amb resolució de 1024 x 768 píxels | 15" (13.8" visibles) shadow-mask CRT screen amb resolució de 1024 x 768 píxels | 15" (13.8" visibles) shadow-mask CRT screen amb resolució de 1024 x 768 píxels |
| Gràfics                                           | Processador gràfic ATI Rage IIc amb 2MB de memòria SGRAM Ampliables a 6MB de memòria SGRAM | Processador gràfic ATI Rage Pro amb 6MB de memòria SGRAM                       | Processador gràfic ATI Rage Pro amb 6MB de memòria SGRAM                       | Processador gràfic ATI Rage Pro amb 6MB de memòria SGRAM                       |
| Disc dur ATA-3 5400-rpm                           | 4GB                                                                                        | 4GB                                                                            | 6GB                                                                            | 6GB                                                                            |
| Processador                                       | 233MHz PowerPC G3 (750)                                                                    | 233MHz PowerPC G3 (750)                                                        | 266MHz PowerPC G3 (750)                                                        | 333MHz PowerPC G3 (750)                                                        |
| Memòria RAM Dos ranures per PC100 SDRAM (SO-DIMM) | 32MB Ampliable a 384MB (128MB suportades per Apple)                                        | 32MB Ampliables a 512MB (256MB suportades per Apple)                           | 32MB Ampliables a 512MB (256MB suportades per Apple)                           | 32MB Ampliables a 512MB (256MB suportades per Apple)                           |
| Mòdem                                             | Integrat a 56k                                                                             | Integrat a 56k                                                                 | Integrat a 56k                                                                 | Integrat a 56k                                                                 |
| Optical drive                                     | 24X tray-loading CD-ROM drive                                                              | 24X tray-loading CD-ROM drive                                                  | 24X tray-loading CD-ROM drive                                                  | 24X tray-loading CD-ROM drive                                                  |
| Mínim sistema operatiu requerit                   | Mac OS 8.1 o 8.5                                                                           | Mac OS 8.1 o 8.5                                                               | Mac OS 8.5.1                                                                   | Mac OS 8.5.1                                                                   |
| Pes                                               | 38.1 pounds                                                                                | 38.1 pounds                                                                    | 38.1 pounds                                                                    | 38.1 pounds                                                                    |
| Dimensions                                        | 401 x 386 x 447 mm / 15.8 x 15.2 x 17.6 polzades                                           | 401 x 386 x 447 mm / 15.8 x 15.2 x 17.6 polzades                               | 401 x 386 x 447 mm / 15.8 x 15.2 x 17.6 polzades                               | 401 x 386 x 447 mm / 15.8 x 15.2 x 17.6 polzades                               |

### iMac (slot-loading)
- 5 d'octubre del 1999 — iMac/iMac DV/iMac DV SE. Primera revisió amb suport FireWire, exceptuant el model 350MHz (Blueberry). Processador 350 o 400MHz, slot-loading optical drive, mateixos colors que la revisió C/D de l'iMac, Addicionalment un Edició Especial amb color grafit. Utilitzava gràfics ATI Rage 128 VR amb 8MB de VRAM. Incloia una ranura interna per a la targeta AirPort 802.11b (necessitava un adaptador de targeta AirPort).
- 22 de febrer del 2001 — (patterns). Processador a 400, 500 (PPC750CXe), o 600 (PPC750CXe)MHz. Disponible amb Indigo, Grafit, i estampats "Blau Dalmata" o "Poder Floral".
- 18 de juliol del 2001 — (Estiu 2001). Processador a 500, 600, o 700MHz (PPC750CXe). Disponible amb indigo, grafit, i neu. El model a 700MHz es va treure del mercat al gener del 2002 després de la introducció dels iMacs G4. Els models a 500 i 600MHz es van treure del mercat al març del 2003.

| Model                               | iMac (Slot Loading) | iMac (Estiu 2000) | iMac (Voltants 2001) | iMac (Estiu 2001) |
| ----------------------------------- | --- | --- | --- | --- |
| Monitor                             | 15" (13.8" visibles) shadow-mask CRT screen amb resolució de 1024 x 768 pixels (addicionalment amb un port VGA per a la rèplica de vídeo) | 15" (13.8" visibles) shadow-mask CRT screen amb resolució de 1024 x 768 pixels (addicionalment amb un port VGA per a la rèplica de vídeo) | 15" (13.8" visibles) shadow-mask CRT screen amb resolució de 1024 x 768 pixels (addicionalment amb un port VGA per a la rèplica de vídeo) | 15" (13.8" visibles) shadow-mask CRT screen amb resolució de 1024 x 768 pixels (addicionalment amb un port VGA per a la rèplica de vídeo) |
| Gràfics                             | Processador gràfic ATI Rage 128 VR graphics processor amb 8MB de memòria                                                                  | Processador gràfic ATI Rage 128 Pro graphics processor amb 8MB de memòria                                                                 | Processador gràfic ATI Rage 128 Pro graphics processor amb 8MB de memòria, o ATI Rage 128 Ultra amb 16MB de memòria                       | Processador gràfic ATI Rage 128 Ultra amb 16MB de memòria                                                                                 |
| Disc dur ATA-3 5400-rpm             | 6GB, 10GB o 13GB | 7GB, 10GB, 20 GB o 30GB | 10GB, 20GB o 30GB | 20GB, 40GB o 60GB |
| Processador                         | 350MHz o 400MHz PowerPC G3 (750) | 350MHz, 400MHz, 450MHz o 500MHz PowerPC G3 (750)                                                                                          | 400MHz PowerPC G3 (750), 500MHz o 600MHz PowerPC G3 (750CX)                                                                               | 500MHz PowerPC G3 (755), 600 o 700MHz PowerPC G3 (750CXe)                                                                                 |
| Memòria Dos ranures per PC100 SDRAM | 64MB or 128MB Ampliables a 1GB (512MB suportades per Apple)                                                                               | 64MB o 128MB Ampliables a 1GB | 64MB o 128MB Ampliables a 1GB | 64MB, 128MB o 256MB Ampliables a 1GB |
| AirPort                             | Opcionalment una targeta AirPort 802.11b (necessita un adaptador)                                                                         | Opcionalment una targeta AirPort 802.11b (necessita un adaptador)                                                                         | Opcionalment una targeta AirPort 802.11b (necessita un adaptador)                                                                         | Opcionalment una targeta AirPort 802.11b (necessita un adaptador)                                                                         |
| Mòdem                               | Integrat a 56k | Integrat a 56k | Integrat a 56k | Integrat a 56k |
| Optical drive                       | 24x slot-loading CD-ROM drive o 4x slot-loading DVD-ROM drive                                                                             | 24x slot-loading CD-ROM drive o 4x slot-loading DVD-ROM drive                                                                             | 24x slot-loading CD-ROM drive o 8x CD-R i 4x CD-RW gravació i 32x CD Read slot-loading CD-RW drive                                        | 24x slot-loading CD-ROM drive o 8x CD-R i 4x CD-RW gravació i 32x CD Read slot-loading CD-RW drive                                        |
| Mínim sistema operatiu requerit     | Mac OS 8.6 | Mac OS 9.0.4 | Mac OS 9.1 | Mac OS 9.1 i Mac OS X 10.0.4 |
| Colors                              | Blueberry, Raïm, Maduixa, Mandarina, Lima, i Grafit                                                                                       | Indigo, Rubí, Sage, Neu, i Grafit | Indigo, Grafit, Blau Dalmata, i Poder Floral                                                                                              | Indigo, Grafit, i Neu |
| Pes                                 | 34.7 pounds | 34.7 pounds | 34.7 pounds | 34.7 pounds |
| Dimensions                          | 381 x 381 x 435 mm / 15.0 x 15.0 x 17.1 polzades                                                                                          | 381 x 381 x 435 mm / 15.0 x 15.0 x 17.1 polzades                                                                                          | 381 x 381 x 435 mm / 15.0 x 15.0 x 17.1 polzades                                                                                          | 381 x 381 x 435 mm / 15.0 x 15.0 x 17.1 polzades                                                                                          |